# لاك إنرست (كيبك)
لاك إنرست (بالإنجليزية: Lac-Ernest, Quebec)‏ هي unorganized area of Canada تقع في كندا في Antoine-Labelle Regional County Municipality. يقدر عدد سكانها بـ 0 نسمة ومساحتها 381.50 كم2 .